# Wereldbeker schaatsen 2011/2012 - Wereldbeker 2
De Wereldbeker schaatsen 2011/2012 Wereldbeker 2  was de tweede wedstrijd van het Wereldbekerseizoen die van 25 tot en met 27 november 2011 plaatsvond in het Sportpaleis Alau in Astana, Kazachstan.

## Tijdschema
| Datum                | Tijd (MET) | Onderdeel                                                         |
| -------------------- | ---------- | ----------------------------------------------------------------- |
| Vrijdag 25 november  | 10:00      | 1e 500 m vrouwen 1e 500 m mannen 3000 m vrouwen 1500 m mannen     |
| Zaterdag 26 november | 10:00      | 2e 500 m vrouwen 2e 500 m mannen 1500 m vrouwen 5000 m mannen     |
| Zondag 27 november   | 10:00      | 1000 m vrouwen 1000 m mannen massastart vrouwen massastart mannen |

## Belgische deelnemers
| Afstand    | Geslacht | Deelnemers, A- of B-groep | Deelnemers, A- of B-groep | Deelnemers, A- of B-groep | Deelnemers, A- of B-groep |
| ---------- | -------- | ------------------------- | ------------------------- | ------------------------- | ------------------------- |
| 1500m      | Mannen   | Bart Swings               | B                         |                           |                           |
|            |          |                           |                           |                           |                           |
| 5000m      | Mannen   | Bart Swings               | A                         | Ferre Spruyt              | B                         |
|            |          |                           |                           |                           |                           |
| Massastart | Mannen   | Ferre Spruit              | Ferre Spruit              | Bart Swings               | Bart Swings               |

De beste Belg per afstand is vet gezet

## Nederlandse deelnemers
| Afstand    | Geslacht | Deelnemers, A- of B-groep | Deelnemers, A- of B-groep | Deelnemers, A- of B-groep | Deelnemers, A- of B-groep | Deelnemers, A- of B-groep | Deelnemers, A- of B-groep | Deelnemers, A- of B-groep | Deelnemers, A- of B-groep | Deelnemers, A- of B-groep | Deelnemers, A- of B-groep |
| ---------- | -------- | ------------------------- | ------------------------- | ------------------------- | ------------------------- | ------------------------- | ------------------------- | ------------------------- | ------------------------- | ------------------------- | ------------------------- |
| 1e 500m    | Mannen   | Stefan Groothuis          | A                         | Michel Mulder             | A                         | Ronald Mulder             | A                         | Jan Smeekens              | A                         | Jesper Hospes             | B                         |
| 1e 500m    | Vrouwen  | Margot Boer               | A                         | Annette Gerritsen         | A                         | Thijsje Oenema            | A                         | Laurine van Riessen       | A                         | Anice Das                 | B                         |
|            |          |                           |                           |                           |                           |                           |                           |                           |                           |                           |                           |
| 2e 500m    | Mannen   | Jesper Hospes             | A                         | Michel Mulder             | A                         | Ronald Mulder             | A                         | Jan Smeekens              | A                         | [ 1 ] [ 2 ]               | [ 1 ] [ 2 ]               |
| 2e 500m    | Vrouwen  | Margot Boer               | A                         | Annette Gerritsen         | A                         | Thijsje Oenema            | A                         | Laurine van Riessen       | A                         | Anice Das                 | B                         |
|            |          |                           |                           |                           |                           |                           |                           |                           |                           |                           |                           |
| 1000m      | Mannen   | Stefan Groothuis          | A                         | Michel Mulder             | A                         | Kjeld Nuis                | A                         | Pim Schipper              | A                         | Sjoerd de Vries           | A                         |
| 1000m      | Vrouwen  | Margot Boer               | A                         | Marrit Leenstra           | A                         | Thijsje Oenema            | A                         | Laurine van Riessen       | A                         | Ireen Wüst                | A                         |
|            |          |                           |                           |                           |                           |                           |                           |                           |                           |                           |                           |
| 1500m      | Mannen   | Stefan Groothuis          | A                         | Kjeld Nuis                | A                         | Wouter Olde Heuvel        | A                         | Mark Tuitert              | A                         | Sjoerd de Vries           | A                         |
| 1500m      | Vrouwen  | Margot Boer               | A                         | Marrit Leenstra           | A                         | Diane Valkenburg          | A                         | Linda de Vries            | A                         | Ireen Wüst                | A                         |
|            |          |                           |                           |                           |                           |                           |                           |                           |                           |                           |                           |
| 5000m      | Mannen   | Jorrit Bergsma            | A                         | Jan Blokhuijsen           | A                         | Bob de Jong               | A                         | Sven Kramer               | A                         | Douwe de Vries            | A                         |
| 3000m      | Vrouwen  | Carlijn Achtereekte       | A                         | Janneke Ensing            | A                         | Diane Valkenburg          | A                         | Linda de Vries            | A                         | Ireen Wüst                | A                         |
|            |          |                           |                           |                           |                           |                           |                           |                           |                           |                           |                           |
| Massastart | Mannen   | Jorrit Bergsma            | Jorrit Bergsma            | Bob de Jong               | Bob de Jong               | Douwe de Vries            | Douwe de Vries            |                           |                           |                           |                           |
| Massastart | Vrouwen  | Janneke Ensing            | Janneke Ensing            | Mariska Huisman           | Mariska Huisman           | Linda de Vries            | Linda de Vries            |                           |                           |                           |                           |

De beste Nederlander per afstand is vet gezet

## Podia

### Mannen
| Wedstrijd  | Goud                         | Tijd      | Zilver                            | Tijd      | Brons                             | Tijd      |
| 1e 500 m   | Mo Tae-bum Zuid-Korea        | 34,89     | Tucker Fredricks Verenigde Staten | 34,94     | Stefan Groothuis Nederland        | 35,01     |
| 2e 500 m   | Jan Smeekens Nederland       | 35,05     | Mo Tae-bum Zuid-Korea             | 35,06     | Tucker Fredricks Verenigde Staten | 35,19     |
| 1000 m     | Stefan Groothuis Nederland   | 1.08,85   | Kjeld Nuis Nederland              | 1.08,92   | Mo Tae-Bum Zuid-Korea             | 1.09,29   |
| 1500 m     | Wouter Olde Heuvel Nederland | 1.45,69   | Denny Morrison Canada             | 1.45,80   | Håvard Bøkko Noorwegen            | 1.45,97   |
| 5000 m     | Sven Kramer Nederland        | 6.13,83   | Jorrit Bergsma Nederland          | 6.15,40   | Alexis Contin Frankrijk           | 6.17,43   |
| Massastart | Lee Seung-hoon Zuid-Korea    | 25 punten | Jonathan Kuck Verenigde Staten    | 15 punten | Joo Hyung-joon Zuid-Korea         | 10 punten |

### Vrouwen
| Wedstrijd  | Goud                       | Tijd      | Zilver                      | Tijd      | Brons                      | Tijd      |
| 1e 500 m   | Lee Sang-hwa Zuid-Korea    | 37,78     | Jenny Wolf Duitsland        | 38,04     | Thijsje Oenema Nederland   | 38,22     |
| 2e 500 m   | Jenny Wolf Duitsland       | 37,98(4)  | Lee Sang-hwa Zuid-Korea     | 37,98(5)  | Nao Kodaira Japan          | 37,99     |
| 1000 m     | Christine Nesbitt Canada   | 1.14,82   | Thijsje Oenema Nederland    | 1.16,12   | Margot Boer Nederland      | 1.16,12   |
| 1500 m     | Christine Nesbitt Canada   | 1.56,10   | Claudia Pechstein Duitsland | 1.56,77   | Ireen Wüst Nederland       | 1.57,00   |
| 3000 m     | Martina Sáblíková Tsjechië | 4.03,28   | Claudia Pechstein Duitsland | 4.03,59   | Diane Valkenburg Nederland | 4.05,36   |
| Massastart | Mariska Huisman Nederland  | 25 punten | Claudia Pechstein Duitsland | 25 punten | Kim Bo-reum Zuid-Korea     | 10 punten |